# شپشک‌های بالشتکی
شپشک‌های بالشتکی (نام علمی: Margarodidae) نام یک تیره از بالاخانواده شپشک است.